# Euchloe simplonia
Mountain Dappled White (Euchloe simplonia) là một loài bướm ngày được tìm thấy ở các vùng núi của Western Europe và Bắc Phi. Thức ăn chủ yếu của nó là sinapis, isatis, athionema, iberis và biscutella.